# Louis Andrieux (strzelec)
Louis Émile Jules Andrieux pisany również Andrieu (ur. 22 lipca 1876 w Morlanwelz, zm. ?) – belgijski strzelec, olimpijczyk, medalista mistrzostw świata.

## Kariera
Uczestnik Letnich Igrzysk Olimpijskich 1920, na których wystartował w przynajmniej 2 konkurencjach. Zajął 6. miejsce w drużynowym strzelaniu z karabinu małokalibrowego stojąc z 50 m, natomiast jego wynik z zawodów indywidualnych pozostaje nieznany.
Andrieux 1 raz zdobył medal na mistrzostwach świata – w  1914 roku wywalczył brąz w drużynowym strzelaniu z pistoletu dowolnego z 50 m, osiągając drugi wynik w zespole.

## Wyniki

### Igrzyska olimpijskie
| Igrzyska       | Konkurencja                                   | Wynik             | Miejsce | Źródło |
| -------------- | --------------------------------------------- | ----------------- | ------- | ------ |
| Antwerpia 1920 | Karabin małokalibrowy stojąc, 50 m            | NO                | NO      | [ 2 ]  |
| Antwerpia 1920 | Karabin małokalibrowy stojąc, 50 m, drużynowo | 1785 pkt. (druż.) | 6       | [ 3 ]  |

### Medale mistrzostw świata
Opracowano na podstawie materiałów źródłowych:
| Mistrzostwa | Konkurencja                       | Wynik                             | Miejsce |
| ----------- | --------------------------------- | --------------------------------- | ------- |
| Viborg 1914 | Pistolet dowolny, 50 m, drużynowo | 2483 pkt. (druż.) 499 pkt. (ind.) |         |